# Kummelskär, Estland
Kummelskär (estniska Kumbli) är en obebodd estnisk ö i Östersjön.  Ön ligger sydväst om Ulfsö och norr om halvön Viimsi. Ön är 2,3 hektar stor och har en höjd på 3 meter över havet. 
Förvaltningsmässigt tillhör Kummelskär Viimsi kommun i Harjumaa.